# Júlia Kavalenka
Júlia Kavalenka, född 2 mars 1999 i Porto, Portugal, är en volleybollspelare (högerspiker). Hon har spelat med Portugals landslag sedan hon var 14 år gammal och deltog med dem i  EM 2019.
På klubbnivå har hon spelat för Rosário Voleibol (2012-2013), Castêlo da Maia GC (2013-2014), GDC Gueifães (2014-2015), AJM/FC Porto (2015-2017), Budowlani Toruń (2017-2018), Cuneo Granda Volley (2018-2019), Terville Florange Olympique Club (2019-2020), Olimpia Teodora (2020-2021) och Altino Volley (2021-).